# 108 km (obwód kałuski)
108 km (ros. 108 км) – przystanek kolejowy w miejscowości Kostino, w rejonie dzierżyńskim, w obwodzie kałuskim, w Rosji. Położony jest na linii Wiaźma – Kaługa.